# Norme et standard techniques
Pour les articles homonymes, voir Norme (homonymie), Normalisation, Standard et Standardisation.
Une norme technique est un référentiel établi par un organisme de normalisation officiellement agréé par un État via une organisation nationale de standardisation (comme Afnor pour la France), agréé au niveau régional (comme le CEN, CENELEC ou le ETSI), ou encore issu d'un traité international (comme ISO). Comme la langue anglaise ne marque pas la différence entre norme et standard (« norme » se dit « standard » en anglais), on parle pour les normes de standards de jure et pour les simples standards, de standards de facto. Un simple standard (de facto) est généralement déterminé soit par un industriel pionnier ou en position dominante sur un marché, soit par une association professionnelle ou un consortium d'acteurs industriels (comme GS1, IEEE, OASIS ou EUROCAE).
La normalisation ou la standardisation est le fait d'établir respectivement des normes et standards techniques, c'est-à-dire un référentiel commun et documenté destiné à harmoniser l'activité d'un secteur. Cette dernière est réalisée par des organismes spécialisés, qui sont le plus souvent soit des organismes d'État, soit des organisations créées par les professionnels d'un secteur d'activité donné.
L'accès à des normes est généralement payant, et peu diffusé, alors que les standards sont plus facilement diffusés. En particulier le standard Unicode est généralement mieux connu que la norme ISO/CEI 10646 qui en est un sur-ensemble.
Traditionnellement présents dans le secteur industriel, les normes et standards ont gagné le domaine des services, notamment au travers des normes relatives aux processus et à la qualité de service (ISO 9001 v 2015).

## Définitions
Le terme de norme technique est la dénomination d'un instrument de droit souple.

### Standard
Un standard est un référentiel publié par une entité privée autre qu’un organisme de normalisation national ou international ou non approuvé par un de ces organismes pour un usage national ou international. On ne parle de standard qu'à partir du moment où le référentiel a une diffusion large, on parle alors de standard de facto (standard de fait).
Un standard est ouvert quand le référentiel est diffusé librement.
On peut citer le standard ouvert PostScript publié par la société privée Adobe, éditrice de logiciels, et les standards publiés par des organismes privés à but non lucratifs comme le W3C (recommandations) ou l'IETF (appels à commentaires).
Dans la loi française no 2004-575 du 21 juin 2004 pour la confiance dans l'économie numérique, on peut lire la définition suivante d’un standard ouvert (Titre Ier, De la liberté de communication en ligne, Chapitre Ier, La communication au public en ligne, article 4) : « On entend par standard ouvert tout protocole de communication, d'interconnexion ou d'échange et tout format de données interopérable et dont les spécifications techniques sont publiques et sans restriction d'accès ni de mise en œuvre ».
Cette définition rend obligatoire l’indépendance des protocoles et des formats de données vis-à-vis des éditeurs, des fabricants et des utilisateurs de logiciels ou de systèmes d’exploitation ainsi que la mise à disposition de spécifications techniques documentées et non soumises à des royalties en cas de brevet. Mais elle permet que la mise à disposition sans restriction d’accès des spécifications, ou leur mise en œuvre, soit payante contre un paiement forfaitaire raisonnable (destiné par exemple à couvrir les frais relatifs à cette publication ou à la maintenance administrative des normes par leur éditeur).
En revanche, cette définition ne semble pas imposer que le référentiel ait fait l'objet d'un examen collectif et d'une recherche de consensus technique, comme c'est le cas d'une norme.

### Norme

#### Usage courant
Une norme est, selon l'ISO (International Organization for Standardization) et la CEI :
« Un document établi par consensus et approuvé par un organisme reconnu, qui fournit, pour des usages communs et répétés, des règles, des lignes directrices ou des caractéristiques, pour des activités ou leurs résultats, garantissant un niveau d'ordre optimal dans un contexte donné. »
La norme est un document de référence sur un sujet donné. Il indique l'état de la science, de la technologie et des savoir-faire au moment de la rédaction.
Pour être considéré comme une norme, le document doit remplir deux conditions :
- les moyens et méthodes décrits doivent être reproductibles en utilisant et respectant les conditions qui sont indiquées ;
- elle doit avoir reçu la reconnaissance de tous.

La norme doit impérativement :
- lister les méthodes pour reproduire un produit ou un service ;
- être reconnue par les professionnels du milieu concerné.

Les normes sont un référentiel commun proposant des solutions techniques et commerciales, utilisées pour simplifier les relations contractuelles. Une norme est le résultat d'un consensus élaboré par un processus dit de normalisation. Pour autant, dans le cas général, un fabricant ou un prestataire de service n'est pas obligé de suivre une norme. Elles ne peuvent être imposées que :
- de manière contractuelle : lorsqu'un donneur d’ordre fixe des normes à respecter pour la réalisation du contrat de référence ;
- de manière plus étendue : des dispositions légales ou réglementaires imposent — dans des cas précis et définis — le respect de normes dans la conception, la composition, la fabrication des biens et services — voir le cas des normes applicables aux installations électriques, aux jouets pour enfants, aux appareils à pression, etc.

Par ailleurs, compte tenu des contraintes de procédure qui s'imposent aux organismes de normalisation, il existe un décalage, plus ou moins important, entre les normes et la pratique. Certains standards de fait, reconnus et adoptés universellement, peuvent acquérir plus de force que des normes, tandis que certaines normes techniques peuvent ne jamais être appliquées.

#### Contestation de la notion de norme
Selon l'informaticien Stéphane Bortzmeyer, la distinction même entre norme et standard souvent faite en France serait largement exagérée : « On lit parfois en France qu'il y aurait des normes et des standards, et qu'il s'agirait de deux choses différentes, les normes étant plus "officielles" que les standards. C'est une légende propagée par certains organismes de normalisation, qui veulent détenir leur influence d'un décret plutôt que de la qualité des documents qu'ils produisent. » Il précise que beaucoup d'organismes de normalisation n'ont pas de statut officiel, ce qui est particulièrement le cas dans le domaine des normes concernant le réseau Internet : l'IETF produit des standards universellement appliqués, comme TCP/IP, sans aucun mandat officiel. Pour la France en particulier, il ajoute que « En France, l'AFNOR a été reconnue d'utilité publique par un décret de Vichy en 1943, mais c'est tout; cela ne donne pas à ses textes un statut particulier. » En conséquence, il préconise de ne parler que de norme et de ne pas distinguer ce terme de celui de standard, à l'encontre de l'usage promu par les organisations de normalisation.

### Types de normes
Selon leur contenu, on distingue quatre types de normes :
- les normes fondamentales : elles donnent les règles en matière de terminologie, sigles, symboles, conventions, métrologie (ISO 31 : grandeurs et unités) ;
- les normes de spécifications : elles indiquent les caractéristiques, les seuils de performance d'un produit ou d'un service (exemple : EN 2076-2 : Série aérospatiale - Lingots et pièces moulées en alliages d'aluminium et de magnésium - Spécification technique - Partie 2 - Lingots pour refusion) ;
- les normes de méthodes d'essais et d'analyse : elles indiquent les méthodes et moyens pour la réalisation d'un essai sur un produit (exemple : ISO 6506-1 : Matériaux métalliques - Essai de dureté Brinell - Partie 1 : Méthode d'essai) ;
- les normes d'organisation : elles décrivent les fonctions et les relations organisationnelles à l'intérieur d'une entité (exemple : ISO 9001 : Systèmes de management de la qualité et le processus qualité).

### Promotion d’un standard fermé en norme
Aux États-Unis, une loi similaire récente existe, qui demande aux administrations gouvernementales et à leurs fournisseurs de ne plus seulement utiliser des normes issues des organismes de normalisation officiels nationaux (ou internationaux pour lesquels les États-Unis sont représentés directement), mais d’évaluer et utiliser des standards industriels quand ils existent et quand ils sont pertinents, les organismes officiels de normalisation (nationaux ou internationaux) pouvant être sollicités pour effectuer une telle sélection lorsque des standards concurrents s'opposent pour un même domaine d'application.
Un standard est fermé quand le référentiel n'est pas diffusé, ou quand il est soumis à des restrictions d'accès, par exemple si sa mise en œuvre nécessite le paiement de royalties à cause de brevets, ou si l’octroi de licence sur les brevets est soumis à une acceptation préalable par son éditeur ou si son éditeur impose une clause contractuelle de confidentialité.
Un standard (ou une norme) initialement ouvert peut être requalifié comme fermé, si des brevets soumis à royalties ou à des restrictions d’accès (y compris par l’éditeur lui-même du standard ou de la norme) viennent plus tard restreindre son utilisation, c’est pourquoi tout standard ouvert doit être publié et rendu accessible sans restriction avant son approbation, afin de permettre aux titulaires de brevets (ou de brevets en cours d‘enregistrement) de faire part de leurs observations relatives aux conditions d’accès dans un temps raisonnable. L’éditeur du standard ouvert ou de la norme s’engage lui-même (ou les membres de son comité technique et participants à ses travaux de normalisation) révèle tous les brevets applicables à la mise en œuvre de la norme publiée et dont ils ont eu connaissance à la date de publication du standard ouvert ou de la norme.
On peut noter que le délai de quinze jours prévu par la loi française peut s’avérer insuffisant pour protéger les normes françaises homologuées, au regard des délais prévus également par la loi française, concernant les brevets enregistrés en France mais surtout les brevets européens et internationaux applicables en France, puisque l’Afnor ne pourra pas avoir de réponse dans ce délai dans les recherches auprès des bureaux d'enregistrement. En pratique, l’Afnor publie aujourd’hui ses normes dans le cadre européen (en raison des traités européens de libre-échange applicables en France) pour limiter ce risque qui subsiste toutefois au niveau international extra-européen.
L’ISO admet aussi les références à des standards fermés dans ses normes internationales, si l'accès et l'implémentation de ces standards aux fins d’implémenter la norme sont seulement soumis au paiement d'une licence forfaitaire et à prix « raisonnable », et ne sont pas soumis à royalties fondées sur l’utilisation, la diffusion ou le produit de la vente des produits et services basés sur la norme, et si leurs spécifications restent ouverte (c'est le cas de certaines des technologies brevetées incluses dans la norme internationale MPEG par exemple, et soumises à l'octroi payant d'une licence à prix forfaitaire), et s’il n'y a pas non plus de restrictions d’accès parmi les demandeurs de licences sur ces technologies fermées autres que celles éventuellement prévues par une législation nationale spécifique ou un traité international (par exemple sur les systèmes de cryptographie ou les technologies nucléaires ou pour l’armement), puisque cette législation s’impose aux utilisateurs indépendamment de la norme internationale. Ou bien si celui qui propose la promotion d’un standard fermé en norme internationale s’engage à lever ces restrictions d’accès et de mise en œuvre dès la date d’entrée en vigueur de la norme.

### Protection des droits
Le contenu d'une norme ou d’un standard peut être protégé par des droits de propriété intellectuelle en plus de ceux de l'éditeur de la norme/standard. C’est le cas par exemple des normes européenne CEN ou internationales (ISO).
Pour les normes, dans un tel cas, le propriétaire des droits s'engage à vendre ses droits à tout le monde à un tarif raisonnable et non discriminatoire. Cette disposition n’existe pas nécessairement pour les standards dits « fermés », qui imposent des restrictions discriminatoires (tant sur les tarifs proposés que sur les conditions d’accès) ou non raisonnables (y compris les royalties sur le produit des ventes de produits basés sur ces standards et couverts par des brevets).

## Histoire
Dès l'antiquité, des esquisses de normalisation ont accompagné de grands mouvements de diffusion et de conquête. L'empire romain a par exemple tenté d'imposer nombre de ses standards (de construction et d'administration, dont les voies romaines) aux pays conquis, puis on retrouve des esquisses de standardisation dans les grands mouvements architecturaux (l'art gothique par exemple).
Au Moyen Âge et sous l'Ancien Régime, le système des corporations imposait à certains corps de métiers des réglementations strictes comprenant notamment les normes de qualité des produits ou des services.
Des formes écrites et complexes de normalisation sont nées de la philosophie des lumières et de sa volonté d'universalisme, car nécessaires au travail des cartographes, encyclopédistes et des naturalistes devant trier, analyser et organiser et parfois archiver de grandes quantités d'information et de matériel. Les archivistes et bibliothécaires ont eu à partir de la Révolution française la volonté d'organiser un catalogue collectif national, sur des bases répondant à des normes précises et à vocation « universelle ». En revanche, le système corporatif, incompatible avec les principes du libéralisme économique, est supprimé et entraîne dans sa disparition les normes de qualité qui lui étaient associées. La normalisation s'oriente désormais plus vers la rationalisation de la production que vers la qualité individuelle du produit.
Un très grand effort de normalisation – au sens de la réduction des variétés ou « standardisation » – a été effectué dans le domaine industriel au XIXe siècle. Cet effort a été entrepris par les principaux pays industrialisés. La normalisation industrielle est plus récente ; elle est née dans les milieux de l'industrie et du commerce, du contexte de guerre, puis de reconstruction qui a suivi la Première Guerre mondiale. La standardisation était nécessaire face à l'urgence à produire des armes, puis à remédier aux immenses destructions (11 départements classés en zone rouge, rien qu'en France). La normalisation répondait aux besoins d'économies d'échelles et de diminution des coûts, permis par une standardisation, et par ailleurs encouragée par la taylorisation et mondialisation de l'industrie.
Après l’armistice de mai 1945, la coopération internationale se renforce avec l’aide de l’Unesco et de l’Organisation internationale de normalisation (ISO). Plus tard, c'est l’informatique et l’internet qui ont relancé les démarches collaboratives et parfois spontanées et auto-organisées de standardisation internationale.
Lors de toutes ces étapes, les entreprises dont les normes sont devenues dominantes ont ainsi pu gagner d'importantes part de marché

### États-Unis
Quelques dates marquantes liées à l'évolution de la normalisation américaine.
- En 1882, création de la compagnie pétrolière américaine Standard Oil (S.O.) (devenue ExxonMobil) dont le succès est dû en partie à la standardisation de la qualité et des formats d’emballage des produits pétroliers, en partie par la prise de monopole des filières.
- En 1916, l’American Institute of Electrical Engineers (AIEE, aujourd'hui l’Institute of electrical and electronics engineers, IEEE), invita les autres instituts professionnels (l’American Society of Mechanical Engineers, ASME, l’American Society of Civil Engineers, ASCE, l’American Institute of Mining and Mettalurgical Engineers, AIMME, l’American Society for Testing Materials, ASTM) à se réunir afin d’établir une organisation nationale apte à définir des standards industriels communs.
- Le 19 octobre 1918, l’American National Standards Institute (ANSI, appelée à l’origine American Engineering Standards Committee, AESC, puis American Standards Association, ASA) était créée, en tant que coordinateur national du processus de standardisation. Son rôle était de lutter de manière impartiale contre les imprécisions en matière de conception et de niveau d'acceptabilité. Les départements américains de la Guerre, de la Marine et du Commerce se joindront cette année-là aux cinq organismes fondateurs.
- La première norme américaine en matière de sécurité (American Standard Safety Code, ASSC) fut approuvée en 1921 et visait la protection des yeux et têtes des travailleurs industriels.
- En 1926, l’International Standards Association (ISA) était créée.
- En 1928, l’AESC changea de statuts et pris le nom d’American Standards Association (ASA).
- Dès 1940, l’ASA avait décliné les standards militaires (War Standard Procedure, WSP) qui cadreront la production américaine dans le cadre de l’effort de guerre (on parlera alors de Military Standards, MS).
- En 1946, juste à la fin de la seconde guerre mondiale, l’ASA, rejointe par les institutions professionnelles de 25 pays, forma l’International Organization for Standardization (ISO, en français « Organisation internationale de normalisation ») qui vit le jour en 1947.

### France
Avant le XVIe siècle, les verres, bouteilles et emballages pour le vin et les grains font l'objet de règlements qui les obligent à correspondre aux séries officielles des mesures de capacité.
Les différentes professions fixent des standards de qualité et de dimensions que les produits doivent observer pour pouvoir être mis dans le commerce. Les contrevenants sont punis d’une amende, voire de l’exposition au carcan avec les marchandises détruites.
Au XVIIIe siècle, un règlement fixe la largeur standard des essieux des voitures qui circulent sur le réseau des chemins royaux (anciennes routes nationales). Les fabriques royales d’armement ont des standards qui permettent d'assembler les pièces venant des diverses manufactures.
Charles Gide mentionne dans son Cours d’économie politique que de 1830 à 1895, le nombre de tailles de matelas, par exemple, est passé de plus de 80 à 14 seulement (ce nombre s’est aujourd’hui encore réduit pour le mobilier usuel, mais a été accru à nouveau depuis les années 1970 en constatant l’augmentation de taille de la population adulte, mais aussi parce que les créateurs de mobiliers ont créé des formes différentes, par exemple destinées au mobilier pour enfants, ou pour un usage mixte non réservé à la seule literie, ou même pour des usages dans des habitats et lieux spécifiques plus exigus, ce qui demande des draps de taille adaptée parfois difficiles à trouver…).
Une partie de la normalisation s’est effectuée en utilisant des séries de Renard : Charles Renard, officier du génie, spécialiste des aérostats (dirigeables, montgolfières) avait constaté en 1870 que l’armée utilisait 425 câbles de divers diamètres pour l’attache et la construction de ces appareils. Il calcula que 17 devaient suffire ; les diamètres étant en progression géométrique qu’il s’agirait de définir par classes. Il créa alors les séries portant son nom : Ra5 (ou encore R5), Ra10, Ra20, etc.
- La série R5, par exemple, définit la progression géométrique de 1er terme u0=1, de dernier terme u5=10 ; sa raison est donc racine cinquième de 10. On obtient les termes de R5 en multipliant par 10 et en arrondissant à l'entier le plus proche : 10, 16, 25, 40, 63, 100.
- La série R10 intercale un terme moyen géométrique entre deux termes consécutifs de la suite R5. Sa raison est donc racine dixième de 10 : 10, 13, 16, 20, 25, 32, 40, 50, 63, 79, 100.
- La série R20 s’obtient de la même façon : 10, 11, 13, 14, 16, 18, 20, 22, 25, 28, 32, 35, 40, 45, 50, 56, 63, 71, 79, 89, 100.
- Au-delà, les séries suivantes utilisent le multiplicateur 100 pour augmenter la précision et distinguer les termes.

De telles séries géométriques ont alors été établies plus tard pour les jauges de câbles électriques, les canalisations, la robinetterie, la puissance des moteurs, les formats de papier, etc. D’autres séries à progression linéaire les ont complété notamment pour l’outillage et la visserie et la miniaturisation croissante des produits de l’industrie, ou le changement d’échelle des productions et le besoin de précision accrue a conduit à étendre ces séries à la fois vers le haut et vers le bas, en même temps que se développaient des normes relatives à la sécurité, puis à l’organisation du travail, le contrôle comptable, le contrôle de qualité, et les procédures de collaboration inter-professionnelles ou avec l’État initiateur de nombreuses normes pour ses appels d’offres, afin d’améliorer la concurrence et la diversité des fournisseurs, puis pour certifier leurs compétences.
C'est lors de la Première Guerre mondiale que naissent en France les premiers organismes de normalisation nationaux avec une Commission permanente de standardisation (CPS), puis avec l'Association française de normalisation (Afnor) créée en 1926. La période de Vichy et la Seconde Guerre mondiale redonneront du poids à l'Afnor.
Cependant on note qu’en France au XXe siècle, le développement des normes a d’abord surtout été d’initiative publique par l’État (avec une forte composante réglementaire ou législative), ce qui est aujourd’hui de moins en moins le cas, l’industrie, le commerce et les consommateurs étant eux-mêmes demandeurs et producteurs de ces normes pour rendre les offres comparables entre les différents fournisseurs de produits et services, ou pour mieux les différencier. Ainsi on a assisté à une explosion des labels et certifications privées, qui au lieu de faciliter la concurrence et la comparaison des offres, en a accru la complexité, l’État (et aujourd’hui de plus en plus les normalisateurs ou législateurs européens) n’intervenant plus qu’en dernier ressort pour légaliser et protéger certains labels sélectionnés.

### Japon
Le Japon met en place également à partir des années 1920 ses propres normes industrielles en créant son propre organisme de normalisation, Japanese Industrial Standard (JIS).

### Courants ayant influencé la normalisation
- Gestion de la qualité

## Organismes de normalisation
Les organismes de normalisation sont des organismes reconnus au niveau national ou international. Ils peuvent être constitués soit par des États, soit par des consortiums internationaux de professionnels. Dans l'acceptation européenne, la norme émane des organismes officiels de normalisation.
Exemple d'organismes de normalisation :
- organismes internationaux :
  - CEI : Commission électrotechnique internationale,
  - CEN : Comité européen de normalisation,
  - CENELEC : Comité européen de normalisation en électronique et en électrotechnique
  - ISO : L'Organisation internationale de normalisation ;

- organismes nationaux :
  - AFNOR : Association française de normalisation,
  - UTE : Union technique de l'électricité,
  - ANSI : American National Standards Institute,
  - ASTM International : American society for testing and material,
  - BSI : British Standards Institute,
  - DIN : Deutsches Institut für Normung,
  - NBN : Bureau de normalisation (Belgique),
  - ILNAS : Institut luxembourgeois de la normalisation, de l'accréditation, de la sécurité et qualité des produits et services,
  - JSA : Japanese Standards Association.

## Élaboration d'une norme: l'exemple des normes internationales ISO

Processus d'élaboration d'une norme ISO suivant Directive ISO/CEI, partie 1 (Procédures pour les travaux techniques, 5e édition 2004, §2

L'élaboration d'une norme ISO est divisée en plusieurs stades. Les éléments de base de ce processus sont les comités techniques (TC) ou leurs sous comité (SC). Le bureau technique de l'ISO est divisé en environ 200 comités techniques (exemple : TC 216 chaussure, TC 148 machine à coudre, TC 176 Management et assurance de la qualité etc) dont le rôle principal est l’élaboration des normes.

### Proposition
Une proposition de rédaction ou de révision d’une norme est rédigée à partir d’une demande d’un organisme national adhérent à l’ISO, d’un comité ou d’un sous-comité, du secrétariat général de l’ISO, ou d’une organisation en liaison avec l’ISO. Cette proposition est en général effectuée parce qu’un besoin a été exprimé par un secteur de l’industrie.

### Préparation
C’est la phase de rédaction proprement dite. À partir de la proposition, le TC ou le SC constitue un groupe de travail (WG). Il est formé d’un chef de projet et d’experts nommés par les comités nationaux. Il rédige un projet de norme qui est appelé CD (comittee draft : projet de comité).

### Comité
C’est le stade principal où les observations et les remarques des organismes nationaux sont prises en compte. C’est une phase de recherche de consensus. Le secrétariat du comité fait parvenir aux comités nationaux participants le projet. Les comités disposent de trois mois pour émettre des observations et peser sur le contenu de la future norme.
À partir des résultats de la consultation, sur la base du consensus, le secrétariat du comité peut :
- proposer un projet révisé aux observations des organismes nationaux ;
- examiner le projet en réunion ;
- valider le projet et le faire avancer au stade suivant.

Le procédé est itératif jusqu’à obtention d’un consensus.
Une fois, le projet validé, il est appelé DIS, le document porte la référence ISO/DIS - - - -.

### Enquête
Le projet « DIS » est diffusé aux comités nationaux qui disposent de cinq mois pour voter (positivement, négativement ou abstention) et émettre des observations. Le vote positif peut être accompagné d’observation (souvent rédactionnelles). Le vote négatif doit être systématiquement accompagné de remarques techniques. Dans le cas contraire, le vote sera rejeté.
Le projet est adopté si une majorité des deux tiers des votes exprimés sont favorables et si les votes défavorables ne dépassent pas le quart des votes exprimés. S’il n’y a aucun vote négatif, la norme est alors publiée. Si le projet est adopté et qu’il y a cependant des votes négatifs, il doit passer par un stade d’approbation. Le projet DIS validé devient un projet FDIS : ISO/FDIS - - - -.
En cas de vote défavorable, le secrétariat peut soit diffuser un projet révisé pour vote au stade enquête, soit renvoyer un projet en comité ou examiner le projet en réunion.

### Approbation
Le projet FDIS est de nouveau soumis au vote (durée : deux mois) des organismes nationaux. Avec les mêmes règles que pour le stade enquête. Le projet est soit adopté et envoyé à la publication, soit renvoyé en comité pour réexamen. Le comité peut alors décider soit de proposer un nouveau projet, soit d’annuler le projet.

## Cas du numérique
Les normes dans ce secteur sont très évolutives et fortement influencées par des lieux informels et des consortiums, tels que l'Object Management Group, OASIS, W3C, Java Community Process, IEEE. Le deuxième rapport de Bernard Carayon note que la France est peu présente dans ces enceintes.
Depuis les années 1990, l'ISO a assoupli les règles d'élaboration des normes sous la pression de ces consortiums. On peut donc trouver aujourd'hui des standards et des normes dont les statuts sont variés :
- Norme ISO ;
- ISO/PAS Spécification publiquement disponible ;
- ISO/TS Spécification technique ;
- ISO/TR Rapport technique ;
- Accord international d'atelier (IWA) ;
- Guide ISO.

## La normalisation en Chine
La définition chinoise de standard va au-delà de la définition usuelle – une norme appliquée à un bien ou un service pour permettre l’interopérabilité des modèles développés par des acteurs différents – en incluant également des règlementations contraignantes et des « standards d’entreprise » propre à un chaque société. Extrêmement complexe, le système chinois de normalisation est en cours de réforme et fait l’objet d’une réflexion stratégique. Les fondamentaux de cette réflexion sont clairs : préservation du rôle central de l’État, mobilisation des standards comme outils de politique industrielle et renforcement des exigences environnementales. La coopération internationale doit en outre permettre d’accompagner la montée en gamme des standards industriels chinois.
A l'international, la Chine souhaite renforcer le « pouvoir discursif » des acteurs chinois en matière de standardisation et réduire la dépendance aux technologies étrangères. La standardisation a été mise en avant par la Chine dès le plan Made In China 2025, puis une stratégie plus globale a été proposée au travers de l’initiative China Standards 2035, coordonnée au niveau central par la Standardization Administration of China (SAC) et mise en œuvre par la China Academy of Engineering. Là où en Europe et aux Etats-Unis, la standardisation est menée surtout par le secteur privé et dans un objectif d’interopérabilité des systèmes, elle est en Chine un outil de politique industrielle pour améliorer les produits et services développés par les entreprises et renforcer leur position internationale.
L’influence chinoise en matière de standardisation, à l’exception de certains secteurs où les acteurs chinois sont en position de force (5G, IoT, smart city, blockchain, etc.) reste aujourd’hui relativement faible. Consciente de ces limites, la Chine cherche à promouvoir ses normes sur une base bilatérale auprès des pays en voie de développement situés le long des « Nouvelles Routes de la Soie » à qui elle propose des solutions « clés en main », notamment pour les infrastructures et le numérique (Routes de la Soie numériques). La compétitivité économique de la Chine renforce l’attrait des propositions chinoises en matière de normes et de gouvernance du numérique.

## Statut de la normalisation en France
La normalisation était définie par la réglementation française de 1984 comme étant un processus ayant « pour objet de fournir des documents de référence comportant des solutions à des problèmes techniques et commerciaux concernant les produits, biens et services qui se posent de façon répétée dans des relations entre partenaires économiques, scientifiques, techniques et sociaux. » (décret no 84-74, du 26 janvier 1984).
Un décret du 16 juin 2009 confirme que le droit français réserve le terme « normalisation » aux référentiels publiés par l’Afnor (ou aux organismes ayant reçu une délégation de l’Afnor, agréés par le ministre chargé de l’Industrie comme « bureaux de normalisation sectoriels » (article 2 du décret de 2009). Ce décret abroge le décret no 84-74 du 26 janvier 1984 fixant le statut de la normalisation et précise que les agréments délivrés antérieurement à l’entrée en vigueur du décret (le 18 juin 2009) restent valables jusqu’au 1er janvier 2010.
- Ces référentiels appelés « normes françaises homologuées » sont par principe d’application volontaire (article 17 du décret de 2009[13]) mais certaines prennent force de loi, devenant d’application obligatoire par arrêté signé du ministre chargé de l’Industrie et du ou des ministres intéressés. Les normes rendues d’application obligatoire sont listées sur le site internet de l’Afnor et référencés dans les lois, décrets et arrêtés.
Les autres (d’application volontaire) peuvent être utilisés comme référentiels dans les marchés publics. Les normes publiées par les organismes européens de normalisation (CEN, CENELEC et ETSI) sont « de droit » des « normes françaises homologuées ».
- « La normalisation est d’intérêt général et a pour objet de fournir des documents de référence élaborés de manière consensuelle par toutes les parties intéressées, portant sur des règles, des caractéristiques, des recommandations ou des exemples de bonnes pratiques, relatives à des produits, à des services, à des méthodes, à des processus ou à des organisations. Elle vise à encourager le développement économique et l'innovation tout en prenant en compte des objectifs de développement durable. » (article 1 du décret du 16 juin 2009[13]).
- Un « délégué interministériel aux normes » assure la définition et la mise en œuvre de la politique française des normes (article 3 du décret du 16 juin 2009[13]). Consulté avant homologation d'une norme, il peut s’y opposer précise l’article 16 du même décret.
- L’Afnor oriente et coordonne l’élaboration des normes nationales et participe à l’élaboration des normes européennes et internationales (article 5 du décret du 16 juin 2009[13]). Les normes sont en fait rédigées par les bureaux de normalisation sectoriels qui ont délégation de l’Afnor pour ce faire (article 11).
- Une norme française ne peut être homologuée par l’Afnor qu’après enquête publique, avec mise à disposition gratuite du projet de norme sur le site internet de l’Afnor durant 15 jours au moins, pour que toutes les parties intéressées fassent leurs observations (Art. 15 du décret du 16 juin 2009[13]).
- Toutefois, concernant les normes européennes qui sont de droit homologuées comme normes françaises dès leur entrée en vigueur, les procédures d’enquête et d'approbation définies par les organismes européens de normalisation qui les publient s’appliquent, et les normes françaises publiées par l’Afnor doivent aussi être compatibles avec les traités européens et internationaux en vigueur (de même que les directives européennes transcrites dans la législation française, ce qui ne contredit donc pas cette définition).

## Normes techniques en Suisse
Se reporter aux articles détaillés Normes techniques (Suisse) et Normes SIA.